# Kamehameha II
Kamehameha II, właściwie Kalani Kaleiʻaimoku o Kaiwikapu o Laʻamea i Kauikawekiu Ahilapalapa Kealiʻi Kauinamoku o Kahekili Kalaninui i Mamao ʻIolani i Ka Liholiho (ur. 1797 w Hilo, zm. 14 lipca 1824) – drugi król Królestwa Hawajów (1819–1824). 
Urodzony jako Liholiho, był starszym z synów pierwszego hawajskiego króla Kamehamehy I i królowej Keōpūolani. Tron odziedziczył po ojcu po jego śmierci w maju 1819. Zmarł 14 lipca 1824, a tron przejął po nim jego młodszy brat Kauikeaouli, który przybrał imię Kamehamehy III.